# 2012年8月臺灣
| << | 2012年8月 （民國101年） | >> |    |    |    |    |
| \| 日 \| 一 \| 二 \| 三 \| 四 \| 五 \| 六 \| \| \| \| \| 1 \| 2 \| 3 \| 4 \| \| 5 \| 6 \| 7 \| 8 \| 9 \| 10 \| 11 \| \| 12 \| 13 \| 14 \| 15 \| 16 \| 17 \| 18 \| \| 19 \| 20 \| 21 \| 22 \| 23 \| 24 \| 25 \| \| 26 \| 27 \| 28 \| 29 \| 30 \| 31 \| \| \| \| \| \| \| \| \| \| |                         |    |    |    |    |    |
| 臺灣新聞動態／維基新聞 |                         |    |    |    |    |    |
| 世界／中国大陆／臺灣 |                         |    |    |    |    |    |
| 日 | 一                      | 二 | 三 | 四 | 五 | 六 |
| |                         |    | 1  | 2  | 3  | 4  |
| 5 | 6                       | 7  | 8  | 9  | 10 | 11 |
| 12 | 13                      | 14 | 15 | 16 | 17 | 18 |
| 19 | 20                      | 21 | 22 | 23 | 24 | 25 |
| 26 | 27                      | 28 | 29 | 30 | 31 |    |
| |                         |    |    |    |    |    |

## 8月2日

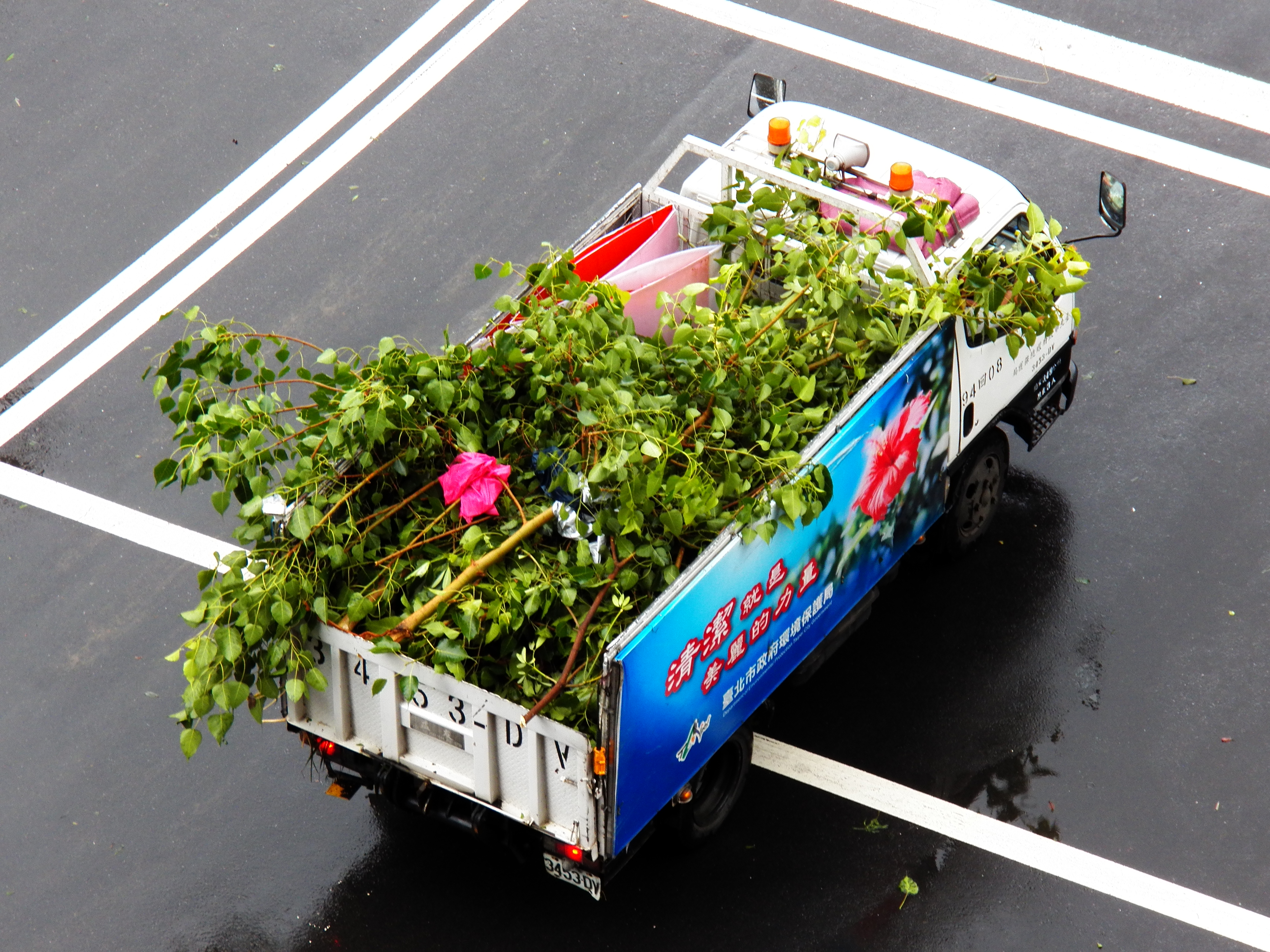
蘇拉颱風來襲期間，臺北市環保局載運殘枝落葉的卡車。

- 中央災害應變中心今天表示，截至下午3時30分統計，蘇拉颱風造成全台5死15傷2失蹤，新北市2人死亡、嘉義縣1人、宜蘭縣2人；新北市受傷人數最多，有8人。中央社
- 農委會今晚公布，自7月31日起受蘇拉颱風影響，截至今天下午4時止，農業產物及民間設施估計損失新台幣2億1854萬元。中央社（页面存档备份，存于）

## 8月4日
- 美國職業籃球（NBA）球星林書豪今晨抵臺，晚間6時30分在臺北市西門町出席來臺首場球迷見面會，並參加贊助廠商活動，所至吸引球迷媒體追逐，萬人空巷。中央社（页面存档备份，存于） 5日下午在臺北市信義區舉辦2012林書豪返臺記者會後，結束公開行程，經短暫停留，7日下午離臺轉赴中國參加籃球訓練營。中央社1、中央社2

## 8月5日
- 中華民國總統馬英九上午出席中日和約生效60週年紀念特展暨座談會，就釣魚台列嶼及週邊海域各國主權爭議不斷升高，提出東海和平倡議五項訴求，主張各方自我控制、不升高對立行動；擱置爭議、不放棄對話溝通；並研定東海行為準則。對釣魚台問題將秉持「主權在我、擱置爭議、和平互惠、共同開發」的原則，首次就此公開發言表明立場。中央社（页面存档备份，存于）、聯合報[]

## 8月6日
- 對7月23日~27日海軍戰術總驗收期間，一六八艦隊長張鳳強少將因逾越操演範圍進入日本防空識別區（ADIZ）與那國島東方15浬處，處分遭輿論強烈質疑，國防部傍晚舉行臨時記者會，由國防部軍事發言人羅紹和少將主持，說明事件始末。表示全案已移送軍檢偵辦，未受任何外力或外國影響，張鳳強因超出操演範圍違反紀律，涉及陸海空軍刑法的擅離配置地與抗命罪；除張鳳強外，其餘失職人員將區分成艦隊、艦指部、教準部與司令部等四層級檢討，依情節不等給予申誡到記過處分。聯合報[]、中央社1、中央社2

## 8月7日

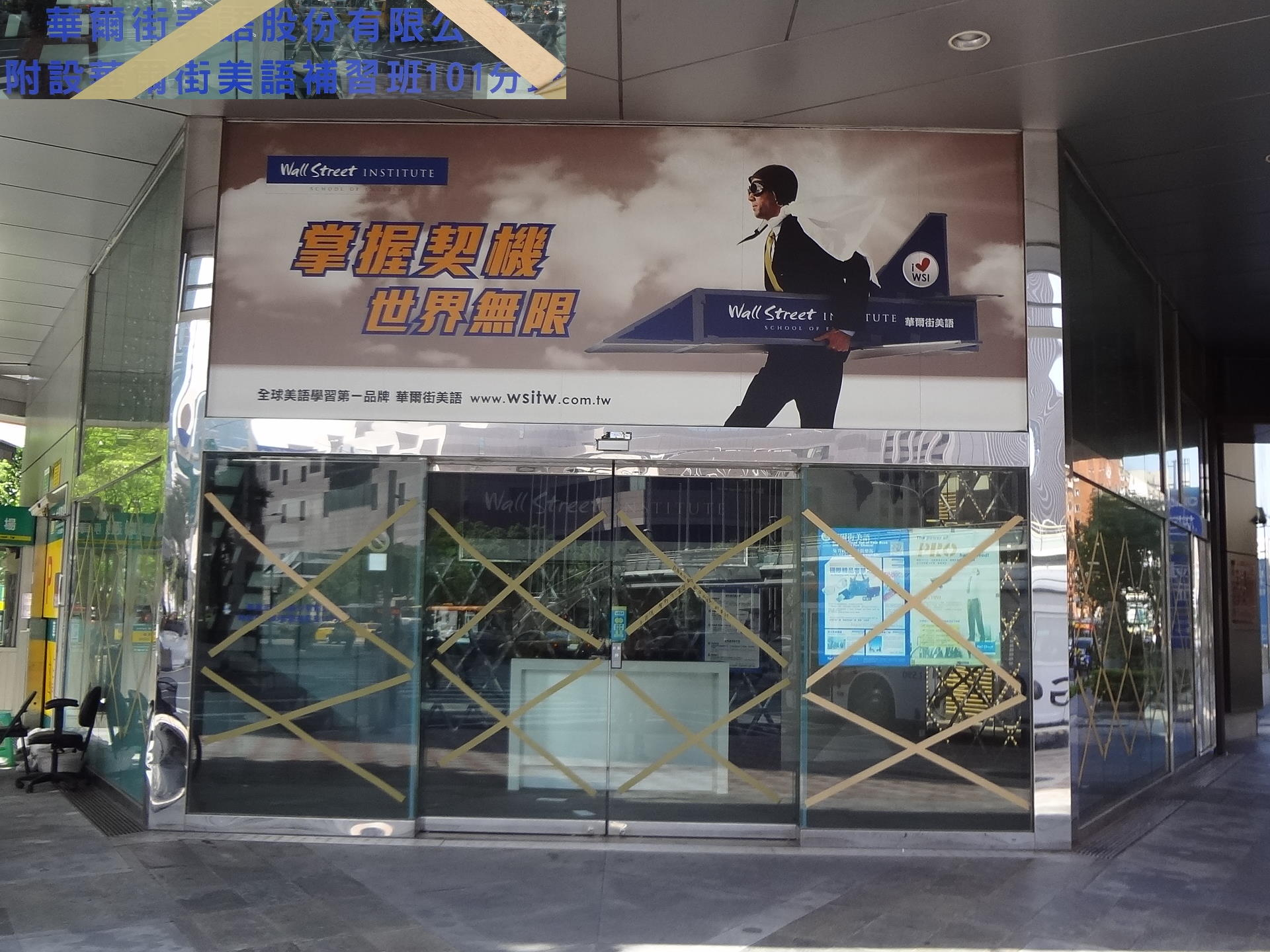
華爾街美語101分班

- 中華青棒隊在洛杉磯的小馬聯盟帕馬級世界青棒錦標賽中，在冠軍戰靠著王牌徐彩筌繳出精彩完投勝，以5：1擊敗地主隊大聯盟都會青年學院隊，暌違5年再度拿到冠軍，何紹彬獲頒最佳打擊獎。ESPN
- 全台擁有5家分院的英美語教育機構華爾街學院（華爾街美語），驚傳倒閉。國際華爾街美語總部公開表示，將透過網路線上教學與函授課程服務台灣的學員，同時建立新的教學點以幫助學生繼續未完成的課程。自由時報[]、蘋果日報（页面存档备份，存于）、NOWnews（页面存档备份，存于）

## 8月8日
- 海軍一六八艦隊演訓逾界事件處分，軍中與社會質疑聲浪不斷。總統馬英九指示，國軍將才養成不易，要求國防部應注意比例原則，詳實調查還原真相。聯合報[]、中央社 國防部長高華柱也出面召開臨時記者會，對事件造成的紛擾表示歉意，表示將重新檢討失職責任，調整原先的懲處。中央社

## 8月9日
- 海峽兩岸關係協會會長陳雲林8日中午抵臺，進行預備性磋商。中央社1、中央社2 9日與海峽交流基金會董事長江丙坤於臺北圓山飯店舉行第8次江陳會談，下午2時30分簽署海峽兩岸投資保障和促進協議及海峽兩岸海關合作協議，並共同發表人身自由與安全保障共識，未來將討論服務與貨品貿易等後續協議。中央社1、中央社2 10日結束會談後，下午離臺。中央社
- 勞委會基本工資審議委員會決議，2012年元旦起勞工基本工資月薪漲到新臺幣19047元、時薪第一階段2012年先從103元調到109元，只要經濟狀況沒出現像金融海嘯的大壞情況，後年再調到115元。工商時報、中國時報
- 不滿旺中集團高層對反旺中事件報導處理態度，中國時報爆發離職潮，總主筆倪炎元、副總主筆莊佩璋近日申請退休獲准；副總編輯何榮幸請辭未獲准，9日起休長假。聯合報[]、自由時報

## 8月10日
- 中華奧運代表團跆拳道選手曾櫟騁在2012倫敦奧運女子第2量級銅牌戰中，以14比2提前KO芬蘭對手，獲得銅牌。聯合報、中央社
- 桃園縣中壢市富強街一棟民宅凌晨發生大火，張氏祖孫三代七人，五人喪命，另兄妹二人相擁跳樓墮地重傷。中國時報、中央社
- 蘇拉颱風災後，多處坍方中斷的蘇花公路，經公路單位連日趕工修復，下午5時搶通開放通行。中央社1、中央社2

## 8月11日
- 前跆拳道選手朱木炎在國際奧會運動員委員會委員選舉中名列第三，但奧會執行董事會以競選期間贈送棒棒糖及使用iPad向運動員解釋競選為由，取消當選資格。中央社（页面存档备份，存于）、中國時報

## 8月13日
- 中華民國副總統吳敦義代表總統馬英九，上午率團前往多明尼加共和國參加多國總統當選人麥迪納（Danilo Medina）在8月16日舉行的宣誓就職典禮，並順道訪問貝里斯。去程及返程，將分別過境美國紐約及洛杉磯。中央社1、中央社2
- 臺南市警局警員妻子投書申訴，配偶擔任臺南市議會女議員隨扈，工作嚴重超時超量，臺南市警局將該員調職。內政部長李鴻源本日表示，以臺南市為例，目前隨扈申請的確有浮濫現象，中央和地方都會再做通盤檢討。蘋果日報（页面存档备份，存于）、聯合晚報[]
- 元大金控與元大寶來證券董事李岳蒼，因其子李宗瑞涉嫌多起迷姦偷拍案，至今逃逸無蹤，社會輿論壓力日增，宣佈同時辭去職務。中央社、聯合報[]
- 民進黨立委吳秉叡原擬於立法院下會期提案，將來臺中國留學生納入健保；但黨內及輿論反應紛歧，中央社 黨主席蘇貞昌晚間決定緩議。中央社、聯合報[]

## 8月14日
- 2012年總統大選前喧騰一時的宇昌生技投資案，特偵組經過九個多月調查後偵結，認定前民進黨主席蔡英文與前經建會主委何美玥並無犯罪事證。但前政務委員、經建會主委、國發基金召集人胡勝正，後來擔任台懋生技董事長，疑違反公務員旋轉門條款；以及登記潔生、台懋及宇昌公司負責人涉嫌登載不實文書，將發交台北地檢署另行偵辦。聯合報[]、自由時報
- 針對海軍少將張鳳強越區演訓事件，海軍8月13日召開官兵權益保障委員會，將原記大過並調職的懲處案退回艦隊指揮部重新審議。今日表示張鳳強沒有被調職，只是請他到司令部配合調查釐清案情而已，「目前他還是一六八艦隊長」，並由記大過改為記小過。自由時報、中央社

## 8月15日
- 台紐乳品台灣分公司蓋有「非供人食用」的過期奶粉，被業務員轉賣給號稱連續五年獲食品金牌獎的冠欣食品，及不知情的清涼食品和亞世佳食品公司，再製成羊、牛奶、調味乳和兒童奶粉，賣到全國各地的早餐店等供人食用，約有十公噸黑心奶粉流入市面，這些遭淘汰的過期奶粉，對人體健康一定有影響。中時電子報[永久]、NOWnews（页面存档备份，存于）

## 8月17日
- 行政院主計總處公布今年經濟成長率，預測將再下修到1.66%，同時公布今年第2季的經濟成長率為-0.18%。中時電子報、行政院主計總處（页面存档备份，存于）

## 8月18日
- 桃園縣新屋鄉1215人頂著烈日，以小區域分配的方式同步插秧。最後以16分20秒，完成2.1公頃稻田插秧；打破泰國在2010年創下904人、35分35秒、1.6公頃的同一地點、最多人數插秧金氏世界紀錄。中央社、聯合報[]

## 8月19日
- 中華民國外交部部長楊進添就日本眾議員、縣議員等清晨率領150人進入釣魚台海域，其中若干人登島一事，上午11時召見日本駐台代表樽井澄夫，表達嚴重抗議。中央社、聯合報[]

## 8月20日
- 國防部高等軍事法院檢察署偵辦海軍一六八艦隊長張鳳強少將越域操演案終結，認定所為非屬刑事不法範疇，犯罪嫌疑不足，處分不起訴。宜由權責單位檢討操演紀律，追究失職人員行政責任。中央社、聯合報[]
- 文化部召開公視第五屆董監事審查會議。新提名的14名董事候選人，只通過詹宏志、陳信宏（五月天阿信）、童子賢3名，另監事周玲臺、谷玲玲2名被提名人通過。會後第五屆公視董監事審查委員召集人廖蒼松表示，監事加上先前已通過的1名人選，總計3人已達到法定名額，之後不必再補提名選舉，但董事因先前通過5名，再加上今天通過的3名，尚未達到法定人數的最少17名，仍須再補提名新名單。已延宕六百多天的公視第五屆董事會再度難產。中央社、聯合報[]
- 總統馬英九接受日本放送協會（NHK）綜合頻道專訪表示，台灣無意與中國聯手對抗日本，相關國家對釣魚臺問題都應自制。政府對主權立場很堅定，「但在各方面都有共識下，我們也很樂於把主權問題暫時擱置」，共同研究合作開發，「這是解決東海爭議唯一方式」。並希望今後能與日本簽訂自由貿易協定（FTA）等，進一步強化經濟合作或文化交流。中央社[永久]、聯合報[]

## 8月21日
- 臺北市市長郝龍斌出席鄭南榕自焚處·自由時代雜誌社故址所在地臺北市民權東路三段106巷3弄掛牌「自由巷」儀式中表示，基於人道等考量，應讓前總統陳水扁保外就醫，認為「對撫平社會傷痕有指標意義」。聯合報[]、中國時報

## 8月22日
- 中央氣象局8月21日發佈中度颱風天秤海上警報，中央社 本日上午5時30分發布陸上颱風警報。中央社（页面存档备份，存于）、聯合報[]
- 罹患肺腺癌的天主教樞機主教單國璽，晚間6點42分因急性肺炎引發呼吸衰竭，病逝新北市新店區耕莘醫院，享壽90歲。聯合報[]、中國時報
- 行政院主計處新聞稿發布指出，民國101年（2012年）七月份人力資源調查統計結果，七月失業率為4.31%，較上月上升0.10%，較上年度七月份則下降了0.10%。七月就業率，較上月上升0.37%，較上年度七月份比較亦增至1.10%。就業方向與上月比較，主要在服務部門增加（0.34%））、工業部門（0.12%）、農業部門亦增加（0.53%）。但若與上一年度同月比較，服務部門增加（1.61%）、工業部門增加（0.67%）、農業部門亦增加（0.54%）。新聞稿/行政院主計處（页面存档备份，存于）

## 8月23日
- 涉嫌多起迷姦與偷拍案的前元大金控董事李岳蒼之子李宗瑞，逃亡23日後，先經由律師向檢方表明意願，再從臺灣南部開車北上，晚間8時35分親赴臺北地檢署投案。聯合報[]、中央社[永久] 24日凌晨收押並禁見。中央社

## 8月24日
- 《全球金融雜誌》（Global Finance）今日發布最新的年度全球央行總裁評比，台灣中央銀行總裁彭淮南再獲得最高等級的「A」評比，這已經是彭淮南第9年獲得「A」級的央行總裁評比，再度打破世界紀錄，成為全球史上第一人。NOWnews（页面存档备份，存于）
- 中央氣象局表示受到天秤颱風從屏東登陸、出海的影響，恆春半島3個測站今天的時雨量和日雨量突破創站100多年來的紀錄；中央災害應變中心表示天秤颱風造成全台5人受傷；農委會表示，自8月23日起受強風豪雨影響，造成農業災情，至26日上午10時止，農業產物及民間設施估計損失計1億6872萬元。中央社1（页面存档备份，存于）、中央社2、中央日報

## 8月26日
- 台灣愛心菜販陳樹菊今天下午抵達馬尼拉，準備領取有「亞洲諾貝爾獎」美譽的麥格塞塞獎，而麥格塞塞獎基金會會長親自前往接機，也高度讚賞陳樹菊的善行；而麥格塞塞獎有五萬美元獎金，她想捐給台東馬偕醫院、台東少棒等單位。中央社（页面存档备份，存于）、中時電子報

## 8月27日
- 對於臺北市市長郝龍斌呼籲應讓前總統陳水扁保外就醫，總統馬英九指出保外就醫其實就是「醫療假釋」，形同釋放；中央社（页面存档备份，存于） 郝龍斌就此表示尊重。中央社

## 8月28日
- 天秤颱風兩度襲臺，路徑皆穿越蘭嶼、綠島間，造成兩地嚴重災情。特別是凌晨掃過蘭嶼，島上吹起17級強風，大浪打進椰油村開元港，港內5、60艘機動船和停放在岸邊的拼板舟全部遭到大浪吞噬。位於開元港附近的加油站面目全非，海上礁岩、石頭堆積環島公路。中央社1（页面存档备份，存于）、中央社2（页面存档备份，存于）
- 隨天秤颱風北上遠離臺灣，中央氣象局晚間8時30分解除陸上颱風警報，晚上11時30分解除海上颱風警報。中央社（页面存档备份，存于）

## 8月29日

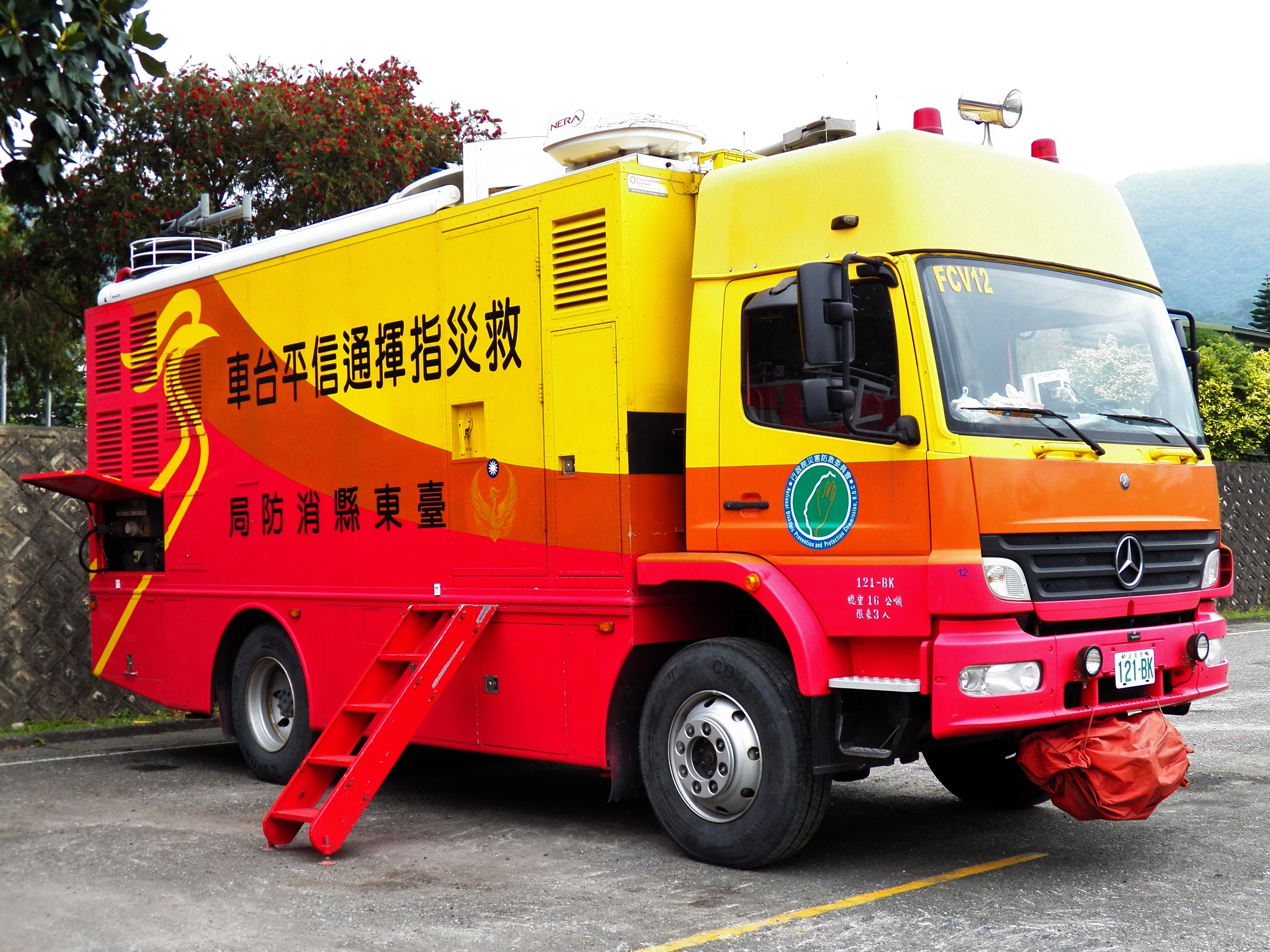
前消防署長黃季敏經手裝備採購案之中，實用性為外界質疑的救災指揮通信平台車。

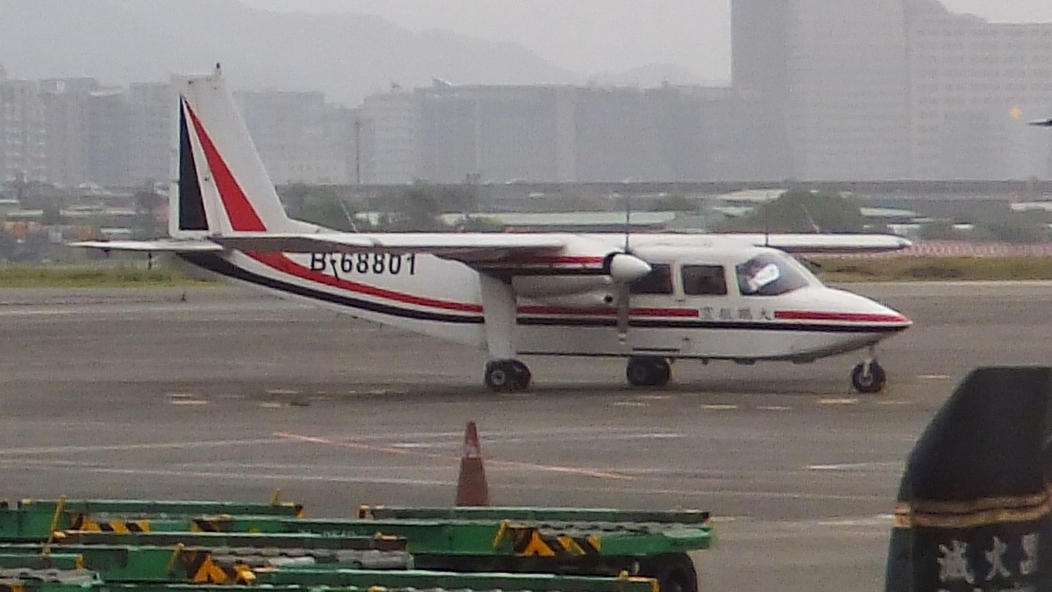
失事的大鵬航空BN-2型 B-68801空照機。

- 臺北市士林區至善路三段一棟鐵皮屋搭建的廟宇慈心堂，凌晨1時35分發生火災，雖於2時55分撲滅。但屋主楊氏一家七口除本人二度灼傷被救出外，其餘六人均喪身現場。聯合報[]、中央社（页面存档备份，存于）
- 旺中媒體集團於中國時報A2版刊載聲明，指稱經該集團深入追蹤調查後，證實抗議學生收受走路工事件與中央研究院法律學者黃國昌無關，應是幕後另有操縱者，對黃國昌及相關人士致歉。蘋果日報（页面存档备份，存于）、ETtoday（页面存档备份，存于） 身處美國的黃國昌表示無法感受旺中集團有絲毫道歉之意。聯合報[]

## 8月30日
- 檢調偵辦前消防署長黃季敏涉嫌圖利防災救災系統採購廠商案，8月29日搜索約談黃季敏，於家中、辦公室搜出重達16公斤的黃金金條18塊。檢察官本日凌晨依涉犯重罪，有串證、逃亡之虞向臺北地院聲請羈押禁見，下午臺北地院裁定收押。聯合新聞網、中央社（页面存档备份，存于）
- 2012年大鵬航空BN-2墜機事件。一架大鵬航空BN-2型、編號B-68801的空照機，上午7時25分從臺北松山機場起飛，執行宜蘭～花蓮空拍作業中，9時32分在花東交界區附近發出緊急訊號後失蹤。搜救人員在花蓮縣卓溪鄉多土袞布農族部落附近發現疑似殘骸，機上正、副駕駛和空拍員等3人罹難。聯合報1[]、聯合報2[]、中央社（页面存档备份，存于）

## 8月31日
- 1991年發生的吳銘漢夫婦命案，纏訟逾21年，上午10點臺灣高等法院再更三審宣判，被告蘇建和、劉秉郎、莊林勳3人無罪，全案定讞。自由時報[永久]、中央社1、中央社2
- 中央銀行總裁彭淮南宣布已完成簽署海峽兩岸貨幣清算合作備忘錄，簽署人分別為台灣方面貨幣管理機構代表彭淮南、大陸方面貨幣管理機構代表周小川；備忘錄並自簽署日起60天內，各自完成相關準備後生效。央廣、中央社（页面存档备份，存于）
- 前立委黃義交致電臺中市市長胡志強，以健康因素婉辭接任臺中市政府副秘書長。中央社
- 國家安全會議祕書長胡為真與內政部長李鴻源等多位部會首長代表總統馬英九視察太平島，並登上太平島東方3.1浬外中洲礁宣示主權。中央社（页面存档备份，存于）